# Ópera en Cuba
La ópera ha estado presente en Cuba desde fines del siglo XVIII, cuando fue construido en La Habana el primer teatro apropiado para ese tipo de representaciones, llamado Coliseo. Desde entonces, y hasta el momento presente, el pueblo cubano ha disfrutado de ese género, y muchos compositores lo han cultivado, cosechando en ocasiones gran éxito a nivel internacional.

## ElsigloXIX
El primer evento documentado de una representación lírica en Cuba se llevó a cabo en la ciudad de La Habana, en 1776. Esa presentación fue mencionada en un anuncio colocado en el diario habanero Diario de La Habana el 19 de diciembre de 1815: "…Hoy miércoles 19 del corriente, si el tiempo lo permite, se ejecutará a beneficio de la Sra. Mariana Galino, la nueva ópera trágica del primer mérito en tres actos, que contiene 17 piezas de música titulada Dido abandonada […] Es uno de los primeros dramas del teatro francés. En el italiano mereció singular aplauso el que compuso el célebre Metastasio, y se cantó en esta ciudad el 12 de octubre de 1776."
El 9 de agosto de 1807 apareció una nota en un periódico habanero que anunciaba: "En esta imprenta se haya el Drama Lírico heroyco [sic] titulado America y Apolo que ha de representarse en este teatro…", y el 8 de septiembre siguiente tuvo lugar el estreno de la obra anunciada en el antiguo teatro Coliseo, que ya había cambiado su nombre al de Principal. Esta es la primera obra lírica compuesta en Cuba de la cual se tiene noticia, y su autor  fue el Capitán del Regimiento de Infantería de La Habana, Manuel de Sequeyra y Arango. La pieza era en realidad una acción dramática al estilo metastasiano. Una composición breve con dos o tres personajes, en la cual intervenía el coro ocasionalmente.
Desde 1810 a 1832 actuó en La Habana una compañía lírica española que presentó varias óperas, entre las cuales se encontraban las llamadas Las cuatro columnas del trono español y El mejor día de La Habana, y en 1811 arribó a esa ciudad otra compañía española, entre cuyos integrantes se encontraban la soprano Mariana Galino, la contralto Isabel Gamborino, el tenor Juan Pau, y el compositor italiano Stefano Cristiani. Este y otros compositores como los españoles Manuel Antonio Coccó y José Serrano, desarrollaron una gran actividad creando, así como produciendo y dirigiendo  óperas en La Habana, entre los años 1815 y 1832.
Cristóbal Martínez Corrés fue el primer compositor cubano de óperas, pero sus obras, El diablo contrabandista y Don papanero, nunca llegaron a ser estrenadas y no se han conservado hasta el momento presente. Nacido en La Habana en 1822, el compositor y pianista Martínez se radicó en Francia con su familia a los nueve años de edad y posteriormente se trasladó a Italia. Debido a su muerte temprana, una tercera ópera llamada Safo, nunca pasó más allá de una etapa creativa incipiente. Martínez Corrés falleció en Génova, en 1842.
Entre los compositores operáticos que laboraron en Cuba durante la primera mitad del siglo XIX podemos mencionar a los españoles José María Trespuentes y Narciso Téllez, así como al italiano Enea Elia. También debemos mencionar a dos reconocidos compositores italianos, los cuales arribaron muy jóvenes a La Habana para trabajar como instrumentistas durante la temporada de 1846-1847, y permanecieron en Cuba durante varios años. Uno de ellos, Giovanni Battista Bottesini, compuso en la Isla su primera ópera, llamada Colón en Cuba; y el otro compositor, Luigi Arditi, estrenó también su ópera Gulnara en Cuba, sólo cuatro días después de la de Botessini.

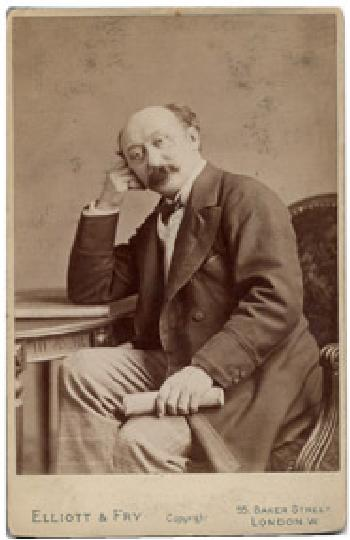
Luigi Arditi

El pianista y compositor norteamericano Louis Moreau Gottschalk vivió en Cuba desde 1854 hasta 1862, y allí desarrolló un importante trabajo como intérprete, director y compositor. Gottschalk utilizó elementos de estilo afro-cubano en obras con formas complejas, tales como el Capricho sobre el tema del Cocoyé, así como en una ópera titulada Fiesta campestre cubana.
Sobre esa ópera dice Gottschalk en sus memorias: “Dos meses más tarde (basado en la oferta que me hizo el general-en-jefe de poner a mi disposición todas las bandas militares) tuve, como les cuento, la idea de brindar un gran festival, y llegué a un arreglo con el director de la compañía italiana, entonces en posesión del Gran Teatro Tacón. Un contrato en el cual se comprometía a proveer los solistas principales, todos los coros, y la orquesta completa, con tal de obtener una ganancia con el resultado. Me dispuse a trabajar y compuse, basado en unos versos en español escritos para mí por un poeta habanero, una ópera en un acto titulada Fête champêtre cubaine (Fiesta campestre cubana)."
Es muy probable que Fiesta campestre cubana sea la primera ópera que incluyó elementos de la música autóctona de Cuba, ya que en ella se percibe claramente el ritmo de habanera-tango que tanto había utilizado anteriormente Gottschalk en otras piezas de estilo cubano. Al respecto dice Cristóbal Díaz Ayala: "…Escenas Campestres" plantea el problema de si fue o no la primera ópera cubana; mientras Saumell pensaba para su "Antonelli" un libreto en italiano, "Escenas Campestres" está hecha en español, y la música tiene indudablemente un cierto sabor criollo. Pero los críticos, aún de la época, y posteriores, silencian el hecho."
Gaspar Villate y Montes nació en La Habana en 1951 y desde muy temprana edad dio muestras de poseer gran talento musical. Comenzó de niño a estudiar piano con Nicolás Ruiz Espadero, y ya en 1867, con sólo 16 años de edad compuso su primera ópera sobre un drama de Victor Hugo, titulada Angelo, tirano de Padua.  Un año más tarde, al comenzar la guerra en 1868, viajó a los Estados Unidos con su familia y al regresar a La Habana en 1871 compuso otra opera llamada Las primeras armas de Richelieu. 
Villate viajó a Francia con el propósito de continuar sus estudios de música en el conservatorio de París, donde recibió clases de Francois Bazin, Victorien de Joncieres y Adolphe Danhauser. El compuso numerosas piezas instrumentales como contradanzas, habaneras, romanzas y valses, y en 1877 estrenó con éxito su ópera Zilia en París, la cual fue más tarde presentada en La Habana, en 1881. Desde entonces Villate concentró sus esfuerzos principalmente en la ópera y compuso obras como La Zarina y Baltazar, estrenadas en LaHaya y el Teatro Real de Madrid respectivamente. Se conoce que trabajó en una ópera con tema cubano llamada Cristóbal Colón, cuyo manuscrito se ha perdido. 
Villate murió en París, en 1891. Poco antes había comenzado a componer un drama lírico llamado Lucifer, del cual se conservan algunos fragmentos.
Debemos mencionar, entre los compositores de ópera cubanos del siglo XIX a Laureano Fuentes Matons, Hubert de Blanck e Ignacio Cervantes. Laureano Fuentes Matons nació el 3 de julio de 1825 en Santiago de Cuba y estudió con Juan París, Hierrezuelo y Casamitjana. Compuso numerosas obras orquestales y de cámara, así como la ópera Seila.  Hubert de Blanck, compositor y pianista Holandés radicado en Cuba, el cual fundó un famoso conservatorio con su propio nombre, compuso tres óperas tituladas Patria, Actea e Hicaona. Según Jorge Antonio González, Patria es la primera ópera cubana basada en el tema de las guerras de independencia.

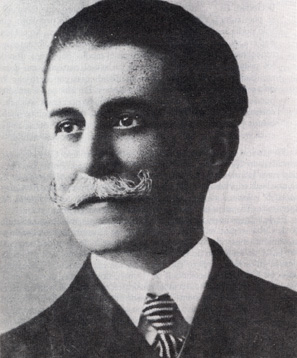
Ignacio Cervantes

Ignacio Cervantes, uno de los más destacados músicos de Cuba, compuso el drama lírico Maledetto y la ópera cómica Los Saltimbanquis, la cual fue estrenada en el Teatro Albisu de la capital habanera, el 25 de enero de 1901. Cervantes comenzó a componer Maledetto en 1895, y sólo pudo completar dos actos antes de su muerte acaecida en 1905.

## 1901 - 1959
Ya al inicio del siglo XX se destacan tres compositores en cuanto a la producción operística, Eduardo Sánchez de Fuentes, José Mauri Esteve y Bernardo Moncada. 
Eduardo Sánchez de Fuentes nació en La Habana, en 1874, dentro de una familia de artistas; ya que su padre era escritor, y su madre pianista y cantante. Comenzó sus estudios musicales en el conservatorio Hubert de Blanck y más tarde recibió clases de Ignacio Cervantes y Carlos Anckermann. También obtuvo un título de Licenciado en Leyes en 1894. Cuando contaba sólo con 18 años de edad, compuso la famosa habanera "Tú", que alcanzó extraordinario reconocimiento internacional, y de la cual ha dicho Alejo Carpentier que es "la más famosa de todas las habaneras".
El 26 de octubre de 1898, Sánchez de Fuentes estrenó en el teatro habanero Albisu su primera ópera, llamada Yumurí, basada en  el tema de la colonización de la Isla. En ésta, una princesa aborigen se enamora de un apuesto conquistador español, el cual la rapta en el momento de su casamiento con otro personaje indígena, y ambos mueren trágicamente al final de la representación, durante un fuerte temblor de tierra. Posteriormente, Sánchez de Fuentes compuso otras cinco óperas: El Náufrago (1901), Dolorosa (1910), Doreya (1918), El Caminante (1921) y Kabelia (1942).
José Mauri Esteve compuso numerosas zarzuelas para el Teatro Alhambra y una ópera en tres actos llamada La Esclava, estrenada el 6 de junio de 1921 en el Teatro Nacional; y Bernardo Moncada, nacido en Trinidad, en 1888, compuso el drama lírico Pasión Criolla y las óperas Teresa o El grito de Yara y Amara o Los adoradores del sol.
También durante la primera mitad del siglo XX, el destacado compositor Amadeo Roldán (1900-1939) compuso una llamada opera gaélica [sic.] titulada Deirdre en tres actos, de los cuales sólo pudo completar dos antes de su prematura muerte. Su contemporáneo Alejandro García Caturla compuso la ópera Manita en el suelo, con libreto de Alejo Carpentier, sobre un tema afro-cubano.

## Desde 1960 hasta el presente
Durante la segunda mitad del siglo XX, la producción operística continuó en Cuba, incorporando frecuentemente diversas técnicas novedosas de composición, así como temas contemporáneos. Natalio Galán, nacido en Camagüey, en 1919, compuso la ópera Los días llenos sobre un libreto de Antón Arrufat, utilizando técnicas seriales;  y su compañero del Grupo de Renovación Musical Hilario González (n. 1920) compuso dos óperas: Las puertas abiertas (1964) y Clausura de un pequeño burgués.
Entre los miembros de una nueva generación de compositores que comienza a producir principalmente entre finales de los años cincuenta y principios de los sesenta, debemos mencionar a Roberto Sánchez Ferrer, Héctor Angulo y José Loyola Fernández. Roberto Sánchez Ferrer (1927) compuso una ópera inspirada en la vida del guerrillero comunista vietnamita Nguyễn Văn Trỗi, el cual, apresado en 1963 cuando trataba de instalar una bomba con el propósito de asesinar al Secretario de Defensa norteamericano Robert Mc Namara, fue condenado y ejecutado posteriormente. En esa ópera, llamada Van Troi, Sánchez Ferrer utiliza melodías vietnamitas y técnicas seriales. Héctor Angulo (1932), compuso una ópera de cámara titulada Ibeyi Añá, basada en un cuento afrocubano de Lydia Cabrera; y José Loyola Fernández (1941) tiene en su haber una ópera con tema afrocubano, titulada Monzón y el rey de Koré.
Uno de los compositores más activos y destacados de su época, Sergio Fernández Barroso (también conocido como Sergio Barroso) (1946), es autor de una ópera llamada La forma del camino", la cual posee el título complementario de s-XIV-69 (que significa siglo XIV – 1969). De una duración aproximada de 60 minutos, esta obra utiliza como argumento una historia extraída del Popol Vuh (el libro sagrado de la cultura Maya) sobre los hermanos míticos  Hunahpu e Ixbalanqué. La partitura incluye solistas y coro de nueve voces mixtas, acompañadas por un grupo instrumental y un sistema electroacústico cuadrafónico. La escenografía exige un estrado elevado sobre la posición espacial del coro, cuyos miembros están vestidos de frac, en contraposición al vestuario más casual de los solistas. Todos los cantantes llevan máscaras indias.
También el reconocido compositor cubano Roberto Valera (1938) ha creado recientemente una ópera llamada Cubanacán, basada en la historia del ambicioso complejo arquitectónico de la Escuela Nacional de Artes,  situado en el reparto Cubanacán de La Habana, en el sitio donde antes de la Revolución de 1959 se encontraba el exclusivo Country Club, el cual ha quedado inconcluso hasta el presente.
Perteneciente a una generación más reciente, el compositor Juan Piñera (1949) incluye en su catálogo dos óperas: Amor con amor se paga de 1987, que consta de dos actos y está basada en un texto de José Martí; y La taza de café, compuesta en 1989, con dos actos y libreto de Juan Ramón Amán sobre una obra homónima de Rolando Ferrer. La compositora Odaline de La Martínez (1949), radicada en Inglaterra, ha compuesto una trilogía operática basada en un tema afro-caribeño. También el compositor Orlando García (1954) es autor de una ópera llamada Transcending Time para soprano, grupo vocal e instrumental de cámara, narrador, medios electroacústicos y video; la cual fue estrenada en abril de 2009 en la Bienal de Zagreb, Croacia por el grupo Cantus.
Más recientemente se destaca la obra lírica de dos compositores cubanos, Jorge Martín y Louis Franz Aguirre.
Jorge Martín (Compositor) (1959) nació en Santiago de Cuba, estableció su residencia en los Estados Unidos a temprana edad, y estudió composición musical en las Universidades de Yale y Columbia. El ha compuesto tres obras líricas: "Beast and Superbeast", una serie de cuatro óperas de un acto cada una, basada en cuentos cortos de Saki; Tobermory, ópera en un acto que obtuvo primer premio en el Concurso de Música de Cámara de la Quinta Bienal de la Asociación Nacional de Opera (USA), y que ha sido presentada en varias ciudades de los Estados Unidos, y Before night falls (Antes que anochezca), una ópera basada en la famosa autobiografía homónima del novelista, dramaturgo, y poeta cubano,  Reinaldo Arenas, reconocido opositor al gobierno de Fidel Castro.
Jorge Martín adquirió los derechos para realizar la versión operática en 1995, y trabajó en su composición durante 15 años. Esta fue finalmente estrenada en 2010 por la Opera de Fort Worth y más recientemente ha sido interpretada por la Florida Grand Opera en Miami. El diario The National Review dijo acerca de ésta: "…valiente, tanto en el libreto como en la partitura… una digna obra de arte. Trata un tema conmovedor de manera conmovedora."
Louis Franz Aguirre (1968) es actualmente uno de los compositores cubanos más prolíferos y reconocidos a nivel internacional. Su catálogo incluye cuatro obras operísticas: Ebbó  (1998), estrenada el 17 de enero de 1999 en el Brotfabrik Theater de Bonn, Alemania;  Ogguanilebbe  (Liturgia de la Palabra Divina) (2005); estrenada en la Sala del Parlamente de Castello de Udine, Italia; Yo el Supremo (2014) (Sainete Concertante con Dictador en un Acto), primera representación: 27 de octubre de 2015 en el Teatro Galileo de Madrid, España y The way the dead love  (Theogony: an operatic manifest) [Como aman los muertos (Teogonía: Un manifiesto operático)]. Obra comisionada por el Lydenskab Ensemble y financiada por KODA, Dinamarca. Primera representación: 24 de febrero de 2017 en Godsbanen, Aarhus, Dinamarca, como parte del  Århus European Capital of Culture 2017.
Louis Franz Aguirre ha dicho acerca de su ópera Yo el supremo: "Compositivamente, esta obra es un paso más en mi idea del “drama instrumental” o el instrumento total. Como es usual en muchas de mis obras anteriores, el instrumentista, indispensablemente virtuoso, es ejecutante, cantante y actor simultáneamente; son los mismos músicos quienes actúan y cantan toda la trama. Es como hacer una ópera sin cantantes. Es una gran farsa a la que le llamo “Sainete con Dictador en un Acto”. Y el sainete, como el género teatral español, era siempre en un acto y de carácter jocoso; Igual es mi obra, aunque en mi Yo el Supremo hay mucha tragedia escondida debajo de esos signiﬁcados y re-juegos. El sarcasmo va con dolor añadido, aunque pocos ven eso. Un ejemplo muy claro musicalmente es el tema de la Marsellesa, asociada a la revolución francesa y a la libertad, pero que aquí sereconceptualiza su significado original para esconder detrás de ella esa represión que todo dictador ejerce sobre su pueblo, siempre en nombre de una supuesta libertad, y que al final solo reduce todas las libertades posibles a cero."